# Гаврило Крутневич
Гаври́ло Крутне́вич (2-га пол. XVI ст. — пом. після 1603) — гетьман Війська Запорозького на початку XVII століття.

## Життєпис
Походив, імовірно, з козацького роду, можливо з Київщини (Димер).

### Похід до Молдови та Волощини
Уперше став «старшим» Війська Запорозького під час походу запорожців у Молдову та Волощину на підтримку Симеона Могили (батька П. Могили) проти господаря Михая Хороброго. У розпал цього походу обраний козаками на місце С. Кішки. Очолював запорожців під час битви на р. Телезина, де військам Михая Хороброго було завдано поразки. Вислав посольство до гетьмана великого коронного та канцлера коронного Я. Замойського, яке очолив дипломат П. Одинець і яке мало добиватися амністії для учасників Косинського повстання 1591—1593 та повстання Наливайка 1594—1596, виплати жолду (військової платні), розширення козацьких прав і вольностей. Імовірно, одразу після завершення цього походу козаки замість Крутневича обрали собі нового гетьмана.

### Участь у Лівонській компанії
Дещо пізніше Крутневич брав участь у поході запорожців на польському боці проти Швеції. Під час цього походу під м. Феллін (нині м. Вільянді, Естонія) було смертельно поранено гетьмана С. Кішку (осінь 1602) і козаки знову на його місце обрали Крутневича, однак невдовзі (у цьому ж році) скинули.
Після загибелі гетьмана Самійла Кішки українське козацьке військо, яке брало участь у Лівонській війні у складі польської армії, опинилося у надзвичайно скрутному становищі. Не вистачало теплого одягу, харчів, боєприпасів, корму для коней. Війна затягувалася, i вона бачилася козакам абсолютно безперспективною.

### Повернення до Києва
Навесні 1603 вже в Києві Крутневич втретє був обраний «старшим» Війська Запорозького 1 червня (22 травня) 1603 він видав універсал Київському Свято-Микільському пустинному монастиреві. Дещо пізніше направив чергове посольство до Я. Замойського, причому презентував йому в дар двох верблюдів, захоплених козаками в турків. Того ж року Крутневич був переобраний, новим гетьманом став І. Куцкович. Ймовірно Крутневич загинув під час московських походів запорожців на початку 17 століття.